# ガレオン船

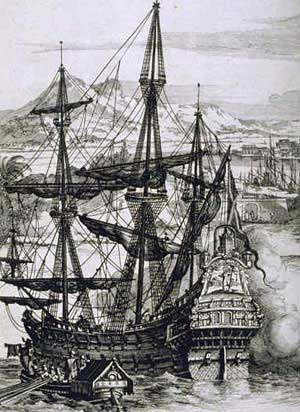
スペインのガレオン船、デューラー画

ガレオン船（ポルトガル語: Galeão、 スペイン語: Galeón、 英語: Galleon）とは、16世紀半ば〜18世紀ごろの帆船の一種である。
単にガレオンまたはガリオンなどとも表記される。

## 概略
ガレオンは、大航海時代前半に遠洋航海の基礎を築いたキャラックから発展した船形で、キャラックより小さめの船首楼と大きい1〜2層の船尾楼を持ち、4〜5本の帆柱を備え、1列か2列の砲列があった。キャラックに比べて幅と全長の比が1:4と長く、荷が多く積める、スマートで吃水が浅いためより速度が出るといったメリットがあった反面、安定性に欠け転覆もしやすくなるデメリットもあった。大型船による海上交通で盛んに用いられ、大量の砲を備え戦闘に特化した戦列艦へも発展していった。いわゆる黒船や、19世紀の鉄製蒸気船登場以前の大型遠洋船の花形と言える。

## 歴史

スペインのガレオンとオランダの軍艦（1618〜1620年）

スペインのガレオン船は、3本マストを搭載し、船体は500〜600トンほどだった。この船は性能よりも派手さを意識していたので、船の性能は悪くスピードもあまり出なかった。そのため、ガレオン船は、よりスピードの出るスループ船を使用していた海賊の襲撃に弱かった。スペインのガレオン船の船名には「ヌエストラ・セニョーラ」（我等が聖母マリアと訳される）という言葉が含まれることが多かった。
西欧各国でこぞって軍艦・大型商船として運用され、スペインはこれを大型化して新大陸の植民地の富を本国に護送するために使った。フランシス・ドレークが世界一周に使用したゴールデン・ハインド号（305トン）などは有名なガレオン船である。
遠洋航海が各国の重要な産業となったことで、海上交通の密度や重要性はより高まり、競争が武力衝突に発展することも多くなった。
無敵艦隊の旗艦であったサン・マルティン号は乗員600名、50門ほどの大砲を備え、1000トン台であったとされる。
後に、無敵艦隊を破ったイギリス海軍により、ガレオンで単縦陣を組んだ艦隊による一斉砲撃戦術が確立された。この単従陣での砲撃をより効果的にするために、さらに甲板を多層化し大砲を装備するなどして、抜きん出た戦闘力を持つ戦闘専用艦として発展したのが戦列艦である。

## 日本のガレオン船

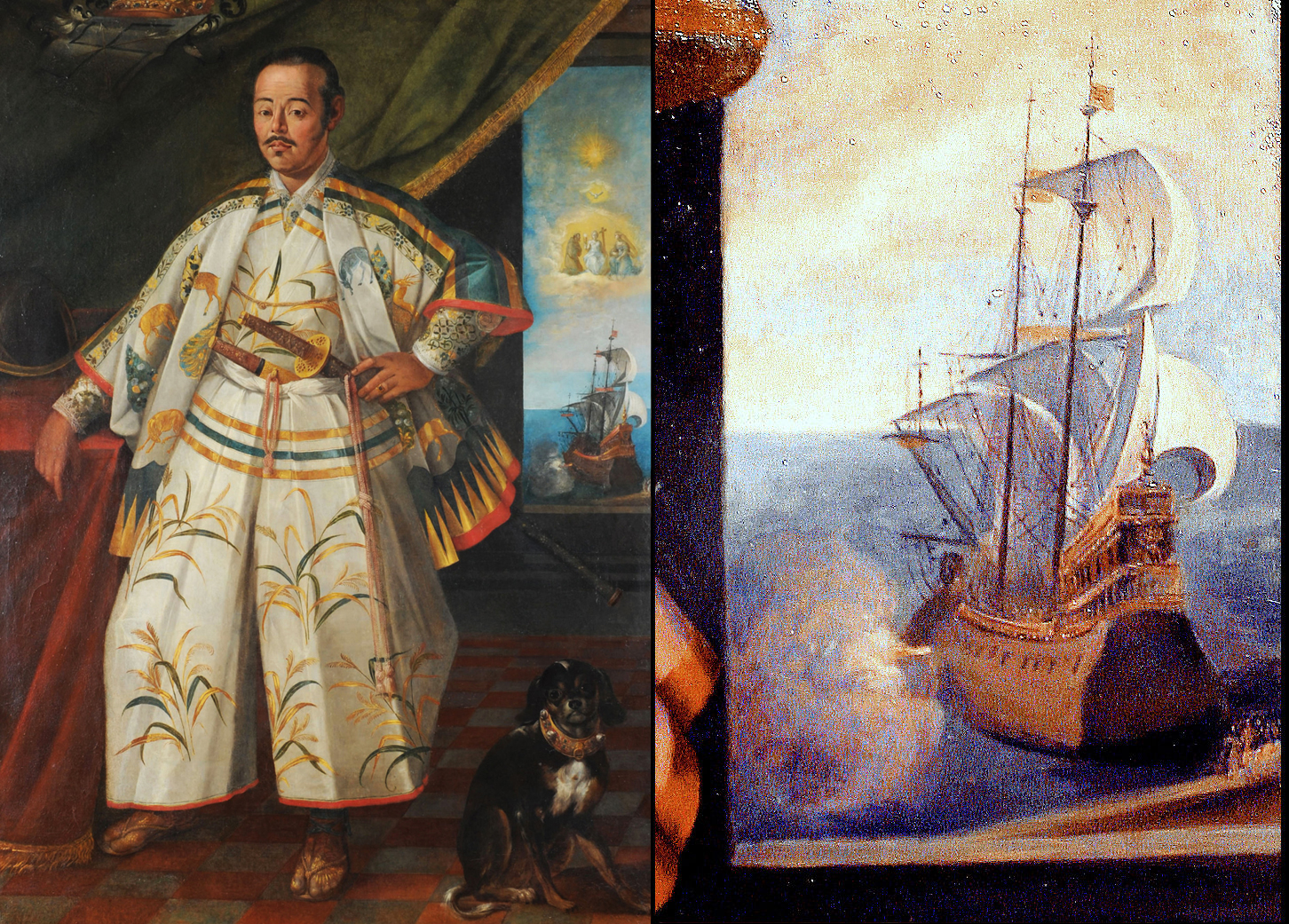
サン・ファン・バウティスタ号はローマの支倉常長と共に描かれている；Claude Deruet画
ガレオン船の帆の先端に、支倉の旗（オレンジ色の旗に赤い鉤十字）が見える

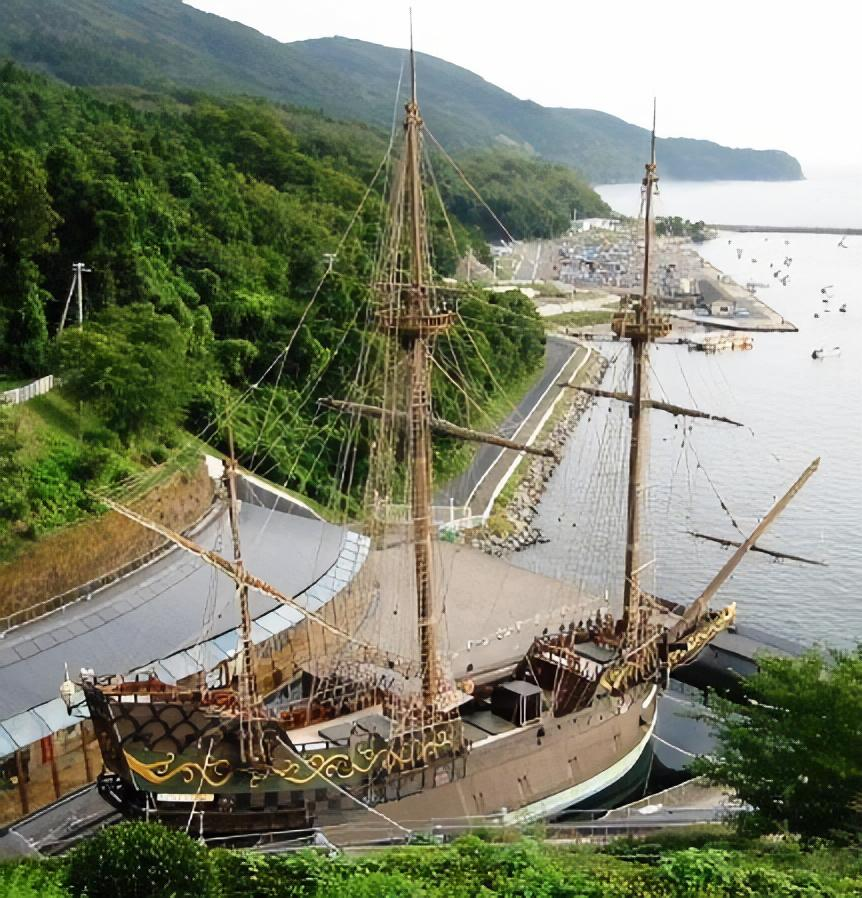
サン・ファン・バウティスタ号（復元）

1607年、サン・ブエナ・ベントゥーラ号（120トン）が徳川家康の命令でウィリアム・アダムスによって伊豆国伊東の松川河口で建造された。日本で最初に建造された西洋式の大型帆船である。その頃フィリピン総督ドン・ロドリゴらが、マニラからアカプルコへ向けての航行中に台風に遭い、房総の御宿海岸で遭難し地元民に救出されていた。その後、ドン・ロドリゴ一行がアカプルコへ帰還する際にサン・ブエナ・ベントゥーラ号を使用した。本船には田中勝介ら日本人22人が同乗し、アメリカ大陸へ渡った初めての日本人となった。
サン・ブエナ・ベントゥーラ号にてドン・ロドリゴがヌエバ・エスパーニャに帰国し、返礼の大使としてセバスティアン・ビスカイノが、ヌエバ・エスパーニャ副王ルイス・デ・ベラスコにより派遣された。しかし、ビスカイノの帰国時に乗船のサン・フランシスコ二世号が大破し、ビスカイノと親交があった伊達政宗が別のガレオン船建造を幕府に願い出て承認された。
1613年、サン・ファン・バウティスタ号（500トン）が伊達政宗の命令でフランシスコ会宣教師ルイス・ソテロとセバスティアン・ビスカイノによって仙台藩石巻で建造された。サン・ファン・バウティスタ号は日本では、サン・ブエナ・ベントゥーラ号に次いで建造された初期のガレオン船であるとされている。ルイス・ソテロおよび支倉常長以下の使節団が、ローマ教皇のもとに派遣された時太平洋を横断してヌエバ・エスパーニャのアカプルコへ送りとどけ、同使節団の帰途にもヌエバ・エスパーニャから日本へ連れ帰った。1630年代に相次いだ鎖国令により国産遠洋船の歴史は絶たれたものの、太平洋を二往復したサン・ファン・バウティスタ号は、紛れも無く当時の世界水準に達した大型ガレオン船であった。
大航海時代を支えたガレオン船そのものが、日本史のみならず世界史の上で重要であることに加え、仙台藩の地元職人の手により建造された史実は貴重であり、この世界史に残された事業は、日本史のみならず、東西交流の歴史の上でも欠かせないものとなっている。この歴史をより深く研究し伝えることは県内のみならず日本にとっても重要であり、有志団体や研究者を中心とした団体から始まって、宮城県における全県的な取り組みとなり、再建計画がスタートした。
復元船は残されていた寸法図などの資料、建造当時にも用いられた在来工法の専門家らの考証を基に、宮城県石巻市の造船場において、高い再現性を目指した木造船工法により建造され、1993年に進水、石巻市内の港で係留展示が開始された。
再建時、既に伝統的な木造船の建造技術自体が消滅寸前であるため、ガレオン船そのものの考証と並んで当時から伝わる技術を持った船大工の招集もまた難事業であった。このため、同船は、希少な国産ガレオン船の復元船であると同時に、当時同船建造時にも用いられ、連綿と受け継がれてきた在来工法の貴重な資料としての役割も担う結果になっている。
2011年の東日本大震災の際、係留されている港も津波に襲われ、周辺展示施設の多くが流失するなど、多大な被害を受けたが、係留状態の同船は津波を乗り越え大きな損傷は受けず、現在も同地で係留展示されていたが、船体の歪みや腐食などにより乗船が禁止され、修理しようにも船大工の高齢化で国内での修理は不可能となっていることから解体が決定している。
船内ではガレオン船の当時のままの船内や構造を見学できた。また、船内や周囲の展示施設では、当時の船内生活、航海用具と航海術及び、同船が用いられた慶長使節に関する展示が行われている。

## ギャラリー

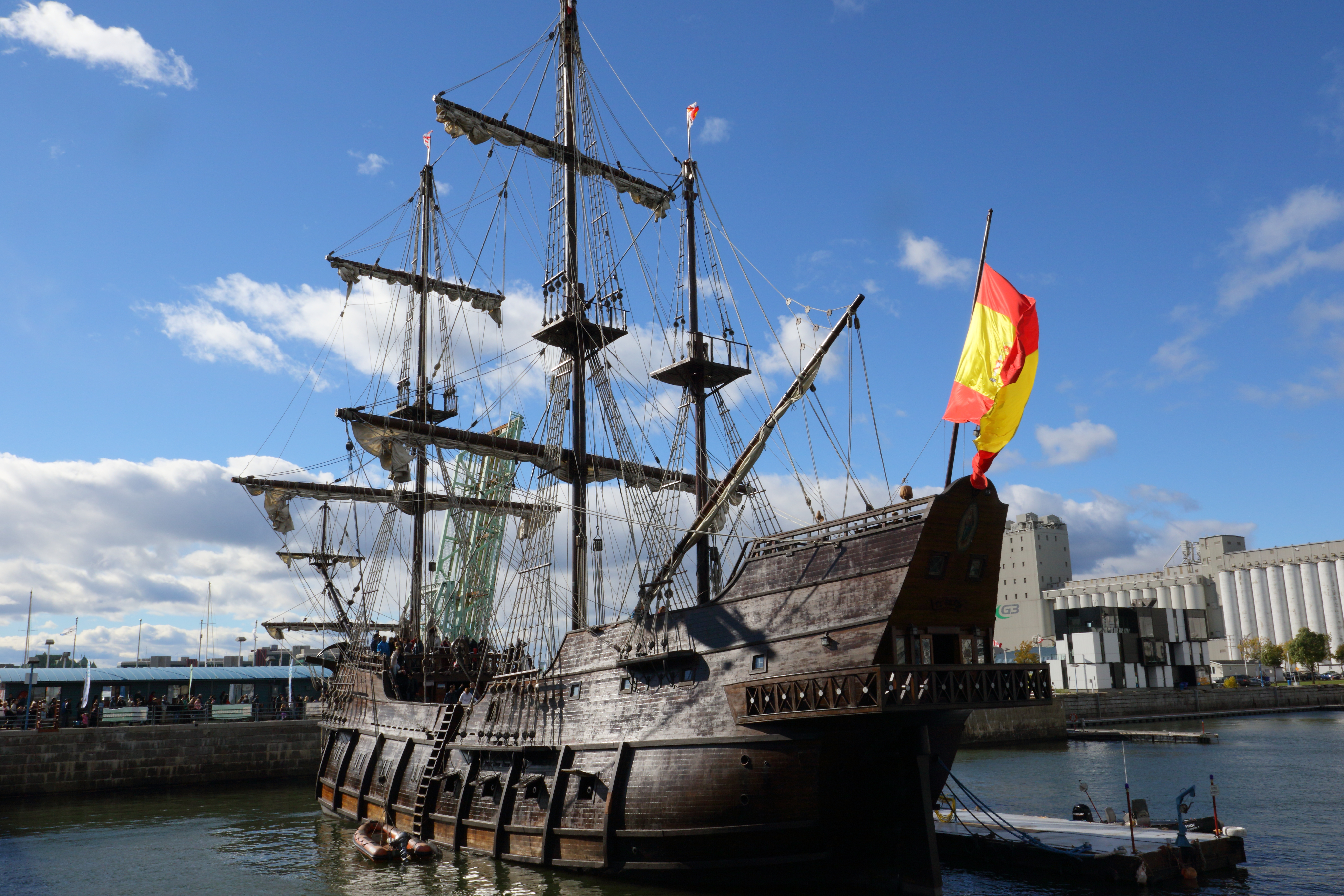
17世紀スペインガレオンのレプリカ。ケベック・シティー（2016年）
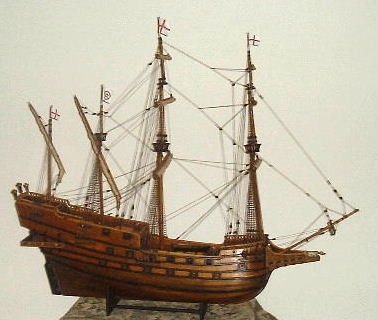
モデルシップの英ガレオン

## 著名なガレオン船
- マニラ・ガレオン
- サン・サルバドル（英語版）
- ゴールデン・ハインド
- アーク・ロイヤル（en）
- アドラー・フォン・リューベック
- サン・ホセ（英語版）